# إريك إيفرت
اريك إيفرت (بالإنجليزية: Eric Everett)‏ هو لاعب كرة قدم أمريكية أمريكي، ولد في 13 يوليو 1966 في دينجرفيلد في الولايات المتحدة.

## وصلات خارجية
- إريك إيفرت على موقع مرجع كرة القدم المحترفة.كوم (الإنجليزية)